# Регис-Брајтинген
Регис-Брајтинген (њем. Regis-Breitingen) град је у њемачкој савезној држави Саксонија. Једно је од 41 општинског средишта округа Лајпциг. Према процјени из 2010. у граду је живјело 4.180 становника. Посједује регионалну шифру (AGS) 14729360.

## Географски и демографски подаци
Регис-Брајтинген се налази у савезној држави Саксонија у округу Лајпциг. Град се налази на надморској висини од 145 метара. Површина општине износи 26,4 km². У самом граду је, према процјени из 2010. године, живјело 4.180 становника. Просјечна густина становништва износи 159 становника/km².